# ELBS Entertainment
株式会社エルビス・エンタテインメント（英：ELBS Entertainment）は、東京都文京区に本社を置く日本の芸能事務所である。

## 主な所属タレント

### ELBS Entertainment
- 藤田直美（劇団扉座）
- 竹内心
- 小中文太

## 業務提携タレント

### MEDIA CONSULTING

#### スペシャリスト
- 河西邦剛（弁護士）
- 髙橋知典（弁護士）
- 舟橋和宏（弁護士）
- 野口辰太郎（弁護士）
- 山本健太（弁護士）
- 近藤敬（弁護士）
- 西山晴基（弁護士）
- 浅井耀介（弁護士）
- 植田仰生（弁護士）
- 洲浜拓志（不動産鑑定士）
- 椿本貴教（歯科医師）
- 阿部光利（政治ジャーナリスト）

## 過去の所属タレント
- 工藤晴香
- 亀田七海
- 松本旭平
- 瀬名マキシ
- 乃上桃音
- 上村侑
- 空花